# WTA-toernooi van Viña del Mar
Het WTA-toernooi van Viña del Mar was een eenmalig tennistoernooi voor vrouwen dat van 11 tot en met 17 februari 2008 plaatsvond in de Chileense stad Viña del Mar. De officiële naam van het toernooi was Cachantún Cup.
De WTA organiseerde het toernooi, dat in de categorie "Tier III" viel en werd gespeeld op gravel.
Er werd door 32 deelneemsters gestreden om de titel in het enkelspel, en door 16 paren om de dubbelspeltitel. Aan het kwalificatietoernooi voor het enkelspel namen 32 speelsters deel, met vier plaatsen in het hoofdtoernooi te vergeven.

## Finales

### Enkelspel
| datum†     | winnares        | tegenstandster   | score          |         |
| ---------- | --------------- | ---------------- | -------------- | ------- |
| 2008-02-11 | Flavia Pennetta | Klára Zakopalová | 6-4, 5-4, opg. | details |

† De datum komt overeen met de eerste toernooidag.
- Voor het eerste reekshoofd Flavia Pennetta was dit de eerste toernooizege van het jaar.

### Dubbelspel
| jaar | winnaressen                     | tegenstandsters                 | score    |         |
| ---- | ------------------------------- | ------------------------------- | -------- | ------- |
| 2008 | Līga Dekmeijere Alicja Rosolska | Marija Koryttseva Julia Schruff | 7-5, 6-3 | details |

- Zowel voor Līga Dekmeijere als voor Alicja Rosolska was dit de eerste WTA-titel van hun carrière.

## Trivia
- Op dezelfde locatie vond in 1997 en 1998 een graveltoernooi onder auspiciën van de ITF plaats.